# Kyssen på kryssen
Kyssen på kryssen är en svensk komedifilm från 1950 i regi av Arne Mattsson. I huvudrollerna ses Annalisa Ericson, Gunnar Björnstrand, Åke Grönberg och Karl-Arne Holmsten.

## Om filmen
Filmen premiärvisades 16 december 1950 på Spegeln i Stockholm. Inspelningen skedde med ateljéfilmning i Filmstaden, Råsunda och med exteriörer filmade bland annat i London, Lissabon, Tanger, Casablanca, Las Palmas och ombord på M/S Saga. Filmfotograf var Åke Dahlqvist.

## Rollista i urval
- Annalisa Ericson - Sonja Brenner, skådespelerska/ Lisa Yhlén, amatöraktris
- Gunnar Björnstrand - Lasse Brenner, filmregissör, Sonjas man
- Karl-Arne Holmsten - James Deckert, playboy
- Åke Grönberg - Knutte Glans, filmfotograf
- Jan Molander - Josef, inspelningsledare
- Olof Winnerstrand - Deckert, kommendant på Främlingslegionens fort utanför Casablanca, James farbror
- Bengt Eklund - skådespelare
- Julia Cæsar - uppasserska på Saga
- Håkan Westergren - Felix, filmdirektör
- Marianne Löfgren - skådespelerska